# Angolas nationalförsamling
Angolas nationalförsamling (portugisiska: Assembleia Nacional) är den lagstiftande församlingen i Angola. Den har 223 ledamöter och väljs för en period på fyra eller fem år.

## Struktur
Nationalförsamlingen är arrangerad som ett enkammarsystem med 223 (alternativt 220) ledamöter, där 130 väljs genom proportionell representation, 90 väljs genom de provinsiella distrikten och 3 av angolaner bosatta i utlandet. Enligt stadgarna skall val hållas vart fjärde (ibland vart femte) år och därmed även nationalförsamlingen bytas ut med samma regelbundenhet. Efter det första valet, som hölls 1992, dröjde dock ända till 2008 innan nästa val hölls. Däremellan fortsatte det angolanska inbördeskriget fram till 2002, varefter ett fredsavtal skrevs och en ny författning drogs upp.